# Machimus kollmani
Machimus kollmani is een vliegensoort uit de familie van de roofvliegen (Asilidae). De wetenschappelijke naam van de soort is voor het eerst geldig gepubliceerd in 1944 door Timon-David.